# Siliștea (gmina w okręgu Konstanca)
Siliștea – gmina w Rumunii, w okręgu Konstanca. Obejmuje miejscowości Țepeș Vodă i Siliștea. W 2011 roku liczyła 2023 mieszkańców.